# 格雷戈里·库佩
格雷戈里·库佩（Grégory Coupet，1972年12月31日—），生于法国勒皮-昂沃莱（Le Puy-en-Velay），是一位著名法国足球運動員，擔任守门员。現時已經退休。
库佩是里昂的多年来的守门员，并因为他在俱乐部的出色发挥而获得球迷的关注。他在圣艾蒂安度过青年队生涯，在1995-1996赛季成为俱乐部的第三门将，并迅速的获得主力位置。由于圣埃蒂安俱乐部的危机，在1996-1997赛季的冬季转会阶段被卖到了里昂。库佩与等球员一起被视为是里昂夺得法甲七连冠的功臣。2008年7月18日，库佩被卖给了马德里竞技。
库佩在2001年进入法国国家足球队，成为队中的二号门将。尽管在俱乐部的出色发挥，库佩特还是没有被选为法国队参加2006年世界盃决赛圈的主力门将。主教练多梅内克在众多舆论的批评下选择了巴特茲。在巴特茲2006年10月正式退役以后，库佩成为了法国国家队的一号门将。

## 榮譽
- 2001年，2003年：联合会杯冠军（法国）
- 2002年，2003年，2004年，2005年，2006年，2007年，2008年：法国足球甲级联赛冠军（里昂）
- 1997年：托托杯冠军（里昂）
- 2001年：法国联赛杯冠军（里昂）
- 2002年，2003年，2004年，2005年：法國超級盃冠军（里昂）
- 2003年，2004年，2005年，2006年：法甲最佳门将